# Ludwig Prandtl
Ludwig Prandtl (4. února 1875 Freising – 15. srpna 1953 Göttingen) byl německý fyzik, který jakožto zakladatel moderní aerodynamiky a hydrodynamiky přispěl k možnosti vzniku nadzvukových létajících strojů.

## Vědecká činnost
Věnoval se především teorii mezní vrstvy, turbulentního proudění (viz Prandtlovo číslo), podzvukového proudění a proudění nadzvukového. Zkoumal též dynamický tlak proudění tekutiny (viz Prandtlova trubice). Jeho práce znamenala zásadní posun ve vývoji aerodynamických tunelů.
Byl profesorem na Technickém ústavu v Hannoveru, jenž je dnes Technickou univerzitou (1901–1904) a později na univerzitě v Göttingenu (1904–1953). Byl podporovatelem nacismu, v jehož éře úzce spolupracoval zejména s Hermannem Göringem.